# Cantó de Sant Tropetz
El cantó de Sant Tropetz és un cantó francès del departament de la Var, situat al districte de Draguinhan. Té 7 municipis i el cap és Sant Tropetz.

## Municipis
- Cavalaira de Mar
- La Crotz Valmer
- Gassin
- La Mòla
- Ramatuela
- Lo Raiòu Canadèu
- Sant Tropetz

## Història
| Data d'elecció                           | Identitat         | Partit        | Qualitat |
| ---------------------------------------- | ----------------- | ------------- | -------- |
| 1967-1973                                | Jean Lescudier    |               |          |
| 1973-1985                                | Albert Raphaël    | PS            |          |
| 1985-1992                                | Louis Faucher     | UDF           |          |
| 1992-2001                                | Jean-Michel Couve | RPR           |          |
| 2001-                                    | Alain Spada       | Divers droite |          |
| les dades anteriors no són pas conegudes |                   |               |          |
|                                          |                   |               |          |

| 1962   | 1968   | 1975   | 1982   | 1990   | 1999   | 2006   |
| ------ | ------ | ------ | ------ | ------ | ------ | ------ |
| 10.662 | 12.885 | 13.752 | 17.180 | 18.630 | 19.753 | 21.752 |